# ...altrimenti ci arrabbiamo!
...altrimenti ci arrabbiamo! è un film del 1974 diretto da Marcello Fondato ed interpretato dal duo Bud Spencer e Terence Hill.
Il filo conduttore è una dune buggy costruita dalla Puma, che assurge a "pomo della discordia" della vicenda.

## Trama

La "dune buggy rossa con cappottina gialla" Puma contesa

Ben e Kid, amici ma rivali, sono rispettivamente un meccanico e un camionista accomunati dalla passione per le corse automobilistiche, che vincono insieme, a pari merito, una frenetica gara di rallycross, durante la quale hanno più volte tentato di speronarsi a vicenda. Il premio consiste in una dune buggy rossa con la capotte gialla nuova di zecca: i due, non potendo dividerla, decidono di contendersela. Kid propone una gara a chi beve più birra e mangia più salsicce, così i due vanno in un locale del luna park che si trova accanto all'officina di Ben per disputarsi il trofeo.
La sfida viene interrotta da una banda di sicari al servizio del Capo, uno speculatore edilizio intenzionato a demolire il luna park per costruire dei grattacieli. Essi distruggono il locale e Ben e Kid, nonostante inizialmente non avessero battuto ciglio, sono costretti a interrompere la sfida. All'uscita si imbattono in uno dei malintenzionati, che sperona la loro dune buggy facendola incendiare.
La sera stessa i due si recano a un ristorante di proprietà del Capo, al quale rivolgono la richiesta di avere una nuova dune buggy, minacciando di arrabbiarsi se non venissero accontentati; il Capo sarebbe inizialmente intenzionato a soddisfare il loro desiderio, ma in seguito decide di dare ascolto al suo consigliere, il Dottore (uno psicologo freudiano di origine tedesca che gli consiglia di essere cattivo per realizzare i suoi obiettivi), e ordina al suo braccio destro, Attila, di mettere fuori gioco i due.
Inizia quindi una serie di sfide tra Ben e Kid da una parte e Attila dall'altra: prima all'interno del luna park, dove i due seguono Attila e lo umiliano ripetutamente, prima sugli autoscontri, poi a un distributore automatico di bibite e infine a una attrazione per testare la forza fisica, e successivamente all'interno di una palestra, dove Attila ha riunito una gang con il chiaro scopo di affrontare Ben e Kid, i quali risolvono la questione malmenando tutti, compreso lo stesso Attila, ricordandogli la loro richiesta.
Il giorno seguente, il Capo e il Dottore mandano da Ben e Kid una banda di motociclisti facendo dire loro che vogliono consegnare la dune buggy richiesta, in realtà inesistente, seguendo le vicende in collegamento radio. Ben e Kid inizialmente stanno al gioco facendo finta di apprezzare la dune buggy immaginaria, ma poi la situazione degenera e finisce con un inseguimento in moto in cui la banda di motociclisti ha la peggio, con un duello in motocicletta in stile "cavalleresco" che chiude la sortita.
Dopo l’ennesimo tentativo fallito di liberarsi dei due, il Capo decide, sempre su consiglio del Dottore, di assoldare Paganini, un taciturno e spietato killer proveniente dagli Stati Uniti. Paganini si fa pagare a caro prezzo e poi tenta di sbarazzarsi di Ben e Kid: dopo aver provato inutilmente a sorprenderli nell'officina di Ben finendo per farsi scoprire, viene attirato da Kid in un teatro, dove Ben sta partecipando alle prove di canto del coro dei pompieri, di cui fa parte, e nemmeno in questo caso riesce a metterli sotto tiro, in quanto i passaggi in cui si nasconde lo espongono alla loro vista. Dopo vari tentativi sembra finalmente giunta una buona occasione, ma quando il killer apre la custodia per prendere il fucile vi trova dentro un violino e scopre che l'arma gli è stata sottratta da Kid.
Al ristorante il Capo e il Dottore stanno festeggiando, convinti di essersi sbarazzati dei due, quando Paganini compare nei panni di un violinista mendicante mentre è minacciato da Kid che gli punta contro il fucile. Nel vederlo, il Capo va su tutte le furie. Il Dottore lo convince quindi che in realtà il personaggio che fa da mente e guida a Ben e Kid, con cui bisogna quindi prendersela, sarebbe Geremia, un anziano signore che aiuta Ben in officina e che, tempo prima, aveva lavorato come cuoco nel ristorante del Capo. Ben, deluso per non avere ottenuto la dune buggy, dice a Kid di andare per la sua strada; poco dopo Ben entra in officina e, vedendo che Geremia è stato brutalmente pestato dagli uomini del Capo, si infuria e si reca al ristorante di quest'ultimo (dove in quel momento si sta tenendo una festa); nello stesso momento e nello stesso luogo viene raggiunto di nuovo da Kid e i due, insieme, dicendo di essere molto arrabbiati, fanno irruzione nel locale del Capo con la loro auto, fanno scoppiare i palloncini, demoliscono il locale e picchiano tutto il personale.
Il giorno dopo il Capo, rassegnato, consegna a Ben e Kid due dune buggy, una per ognuno, e il luna park, che era stato chiuso per ordine del Capo, ricomincia la propria attività: Kid e Ben, entusiasti, si divertono a scorrazzare davanti al luna park al volante delle due auto, fino a quando Kid si distrae e sperona la vettura di Ben, che si ribalta e prende fuoco. I due si ritrovano quindi al punto di partenza, dovendosi contendere l'unica vettura rimasta, e decidono di giocarsela nuovamente a colpi di birra e salsicce.

## Produzione

### Riprese

Bud Spencer mentre assesta il suo classico "piccione" (il pugno a martello dall'alto verso la testa o la spalla del malcapitato di turno) allo stuntman Giovanni Cianfriglia in una scena del film.

Il film è stato girato fra Madrid, Poggio San Romualdo, Chiari e Roma, in particolare negli Studi De Paolis per le scene di interni. La scena iniziale di autocross è stata girata a Poggio San Romualdo, una frazione di Fabriano. Al numero 17 di Calle de Postas, nelle vicinanze di Plaza Mayor, troviamo l'Hotel "Petit Palace Posada del Peine", la cui entrata rappresenta nel film l'entrata del locale del Capo.
Il luogo principale del film si trova a sud dello stadio Vicente Calderón, demolito nel 2020; nel 1974 c'era una grande spianata che lo collegava direttamente con il "Puente de Toledo" (il ponte sul fiume Manzanarre). . Ci troviamo nel distretto madrileno di Arganzuela.  L'inseguimento in moto è stato girato nel Bosco Manziano. Le scene acrobatiche di auto e moto sono state eseguite dalla troupe francese di Rémy Julienne.
Nel film l'auto guidata da Bud Spencer è una Ford Escort MK1, un modello in produzione in quel periodo nelle filiali europee, tedesca e britannica, dell'azienda americana. L'auto rossa di Geremia è una Citroën Type C Torpedo prodotta nel 1923.
Durante il famoso inseguimento in moto per la campagna, Hill usa una "OSSA 250 Enduro", Spencer una "Motozodiaco Tuareg 223-2", azienda di Mario Zodiaco qualche anno dopo tra i fondatori del Motor Show di Bologna, e gli scagnozzi del Capo delle Ducati Scrambler.
In un'intervista concessa a Le Iene il 26 aprile 2018, Terence Hill ha dichiarato di aver subìto un incidente durante le riprese dell'ultima "scazzottata", venendo colpito da una panca di legno e dovendosi far applicare quattro punti di sutura. La panca fu usata in quanto erano esauriti tutti gli oggetti da scena inerti, e Hill, quando se la vide lanciare contro, non riuscì a schivarla in tempo. Sempre nel corso dell'intervista, ha inoltre dichiarato che il "balbettìo" effettuato da Bud Spencer durante la scena del coro dei pompieri fu un'idea dello stesso Spencer.
Lo stuntman francese Rémy Julienne ha raccontato che la potenza del lancio del razzo del Luna Park non fu simulata, a causa di un errore commesso dagli addetti agli effetti speciali, e fu tale che tre persone dello staff rimasero ferite.
Durante le riprese tutti gli attori recitarono in inglese.

## Promozione

### Locandine
Le locandine e i manifesti utilizzati per la promozione del film, all'epoca della sua diffusione nelle sale italiane, sono opera dell'illustratore Renato Casaro.

### Slogan
"Altrimenti? ...altrimenti ci arrabbiamo!", la battuta pronunciata dai due protagonisti quando il Capo li minaccia di non accontentarli e da cui il titolo del film deriva, è lo slogan utilizzato per pubblicizzare il film all'epoca della sua programmazione nelle sale cinematografiche.

## Distribuzione
La pellicola è stata distribuita nei cinema italiani a partire dal marzo del 1974.

### Data di uscita
Le date di uscita internazionali nel corso degli anni sono state:
- 29 marzo 1974 in Italia[15][16]
- 19 aprile 1974 nella Germania Ovest (Zwei wie Pech und Schwefel)
- 19 agosto 1974 in Spagna (...y si no, nos enfadamos)
- 22 novembre 1974 in Svezia (Smockan i luften)
- 29 novembre 1974 in Finlandia	(...ja täältä pesee)
- 1º maggio 1976 in Giappone
- 2 maggio 1976 negli Stati Uniti (Watch Out, We're Mad)[17]
- 10 febbraio 1977 in Ungheria (Különben dühbe jövünk)

### Edizione italiana

#### Doppiaggio
Gli attori John Sharp e Donald Pleasence sono doppiati entrambi da Oreste Lionello. Per distinguerne il timbro vocale, il doppiatore usò un tono più flebile per il primo e uno più autoritario per il secondo.

## Accoglienza

### Incassi
Il film è stato il campione d'incassi assoluto nella stagione 1973-74 con 26097469000 L.. Detiene ad oggi il ventitreesimo posto nella classifica dei film italiani più visti di sempre con 11 246 906 spettatori.

### Critica
Il film ha ricevuto recensioni di diverso genere ed è sempre stato considerato un prodotto ideale per tutta la famiglia.
Ha avuto un enorme successo mondiale, anche grazie alla presenza di un attore del calibro di Donald Pleasence, risultando il maggiore incasso di sempre tra tutti i film della coppia Bud Spencer-Terence Hill. È stato particolarmente idolatrato in Spagna, mentre in Italia oltre ad essere stato campione d'incassi nell'anno della sua uscita, anche la critica lo ha riconosciuto come un piccolo gioiello di slapstick a catena, composto da gag e situazioni scatenate, ben legate e inserite nel contesto della trama, il tutto sostenuto dalla colonna sonora che lanciò gli Oliver Onions a livello internazionale.
Il film è ricco di scenette umoristiche, di acrobatiche corse in auto, di corse in moto e di formidabili scazzottate ad opera di due protagonisti già collaudati nelle precedenti opere e che ora si presentano in un simpatico ruolo di castigamatti.

## Riconoscimenti
- 1975 - Golden Screen
  - Goldene Leinwand

## Sequel
Nel 2022 è stato distribuito un sequel della pellicola, diretto dal duo YouNuts! ed interpretato da Edoardo Pesce e Alessandro Roja nelle parti di Carezza e Sorriso, i figli di Ben, e da Christian De Sica nella parte del cattivo Torsillo. Il film è uscito nelle sale italiane il 23 marzo 2022 con scarso successo commerciale.